# Reuhkasaari
Reuhkasaari är en ö i Finland. Den ligger i sjön Somer och i kommunen Kuusamo i den ekonomiska regionen  Koillismaa ekonomiska region  och landskapet Norra Österbotten, i den nordöstra delen av landet, 600 km norr om huvudstaden Helsingfors. Öns area är 2,7 hektar och dess största längd är 340 meter i öst-västlig riktning.